# پروانه فندق‌شکن
پروانه فندق‌شکن (نام علمی: Hamadryas) نام یک سرده از زیرخانواده فرچه‌پایان گرمسیری و از قلمرو نوگرمسیری است. این گونه، نام خود را از شیوهٔ غیرمعمولی که نرها به عنوان بخشی از نمایش تعیین حدود قلمرو به کار می‌برند گرفته‌است که شبیه صدای شکستن و تَرک‌خوردن (چوب، فندق یا گردو) است. جولیان مونژ ناجِرا جامع‌ترین تحقیقات را در زمینه رفتارشناسی و بوم‌شناسی این‌گونه به انجام رسانده‌است. پروانه فندق‌شکن نر به دلیل توانایی ایجاد صدای ترک‌خوردگی با بال‌هایش به ویژه قابل‌توجه است. چنین برآورد گردیده که انجام این عمل یا برای جفت‌گیری یا جلوگیری از حضور نرهای رقیب است. این پروانه‌ها از درختان قلمرو نوگرمسیری به عنوان مناطق مورد علاقه خود برای نشستن استفاده می‌کنند.
هر پروانه نر، روزانه بر روی ۱ تا ۴ درخت می‌نشیند. بیشترین فعالیت این پروانه‌ها از ساعت ۱ تا ۳ بعدازظهر است و در فصول بارندگی به‌طور مکرر مشاهده می‌شوند. مکانیزم صوتی واقع در بال جلویی این گونه، جیرجیر نیست بلکه کوبه‌ای است و صدای کلیک‌های بلند و مشخص تولید می‌کند که میان ۲۰ تا ۲۹ هرتز است. طول میانگین این کلیک‌ها ۳۸/۱ میلی‌ثانیه با فواصل متوسط حدود ۴۳/۷۴ میلی‌ثانیه است. تحقیقات نشان داده‌است که پروانه‌های فندق‌شکن، همچنین می‌توانند به خوبی صداهای تولید شده توسط سایر پروانه‌ها را تشخیص دهند که گاهی برای آنها، نوعی ارتباط اجتماعی تلقی می‌شود. پروانه فندق‌شکن به اتفاق بیش از ۵۰ گونه از پروانه‌سانان (شامل ۱۱ خانواده)، قادر به تولید صداهایی می‌باشد که از فاصله ۳۰ متر (۱۰۰ فوت) هم برای انسان قابل شنیدن است.